# Couronnement de la Vierge (Fabriano)
Pour les articles homonymes, voir Couronnement de la Vierge (homonymie).
Couronnement de la Vierge – ou Incoronazione di Maria Vergine en italien – est un tableau réalisé par le peintre italien Gentile da Fabriano vers 1420. Ce panneau exécuté a tempera et à la feuille d'or est une peinture chrétienne qui représente le couronnement de la Vierge par Jésus-Christ sous la colombe du Saint-Esprit. L'œuvre fait partie depuis 1977 des collections du J. Paul Getty Museum de Los Angeles, aux États-Unis.